# Nazionale maschile di calcio delle Antille Olandesi
La nazionale di calcio delle Antille Olandesi è stata la rappresentativa nazionale calcistica dell'omonimo arcipelago: è stata iscritta alla FIFA e alla CONCACAF e la federazione che la controllava era la Nederlands Antilliaanse Voetbal Unie. È stata fondata nel 1948 e si è sciolta nel 2010.
Non ha mai raggiunto la qualificazione per alcuna delle principali competizioni internazionali.
La miglior posizione raggiunta nel ranking FIFA è stata la 98ª nel dicembre 1992.

## Storia
Prima del 1948 esisteva una rappresentativa ufficiale di Curaçao che in quell'anno è entrata a far parte della nuova squadra delle Antille Olandesi.
Con la dissoluzione delle Antille Olandesi nell'ottobre del 2010, la Nazionale di Curaçao è stata considerata dalla FIFA come successore naturale delle Antille Olandesi.

### Curiosità
Nel 1963 la nazionale delle Antille Olandesi è stata campione del mondo non ufficiale per quattro giorni, battendo il Messico e perdendo poi il titolo contro la Costa Rica.

## Partecipazioni ai tornei internazionali
Legenda: Grassetto: Risultato migliore, Corsivo: Mancate partecipazioni

### Campionato CONCACAF
Le Antilopen hanno partecipato al Campionato CONCACAF, l'antenato della Gold Cup, per quattro volte e in due edizioni - nel 1963 e nel 1969 - si sono classificate al terzo posto.

### Coppa dei Caraibi[4]
La nazionale delle Antille Olandesi ha partecipato alla Coppa dei Caraibi in due occasioni, fermandosi sempre al primo turno.

### Campionato CCCF
Le Antille Olandesi hanno disputato quattro edizioni del Campionato centroamericano e caraibico di calcio, terminando al secondo posto nel 1960. In altre tre occasioni hanno partecipato ma divise nelle due dipendenze maggiori, ovvero Curaçao e Aruba.

### Giochi panamericani
Gli antillani hanno partecipato ai Giochi panamericani in una sola occasione, nel 1955, conquistando la medaglia di bronzo.

## Statistiche dettagliate sui tornei internazionali

### Mondiali
| Anno | Luogo                    | Piazzamento      | V | N | P | Gol |
| ---- | ------------------------ | ---------------- | - | - | - | --- |
| 1950 | Brasile                  | Non partecipante | - | - | - | -   |
| 1954 | Svizzera                 | Non partecipante | - | - | - | -   |
| 1958 | Svezia                   | Non qualificata  | - | - | - | -   |
| 1962 | Cile                     | Non qualificata  | - | - | - | -   |
| 1966 | Inghilterra              | Non qualificata  | - | - | - | -   |
| 1970 | Messico                  | Non qualificata  | - | - | - | -   |
| 1974 | Germania Ovest           | Non qualificata  | - | - | - | -   |
| 1978 | Argentina                | Non qualificata  | - | - | - | -   |
| 1982 | Spagna                   | Non qualificata  | - | - | - | -   |
| 1986 | Messico                  | Non qualificata  | - | - | - | -   |
| 1990 | Italia                   | Non qualificata  | - | - | - | -   |
| 1994 | Stati Uniti              | Non qualificata  | - | - | - | -   |
| 1998 | Francia                  | Non qualificata  | - | - | - | -   |
| 2002 | Giappone / Corea del Sud | Non qualificata  | - | - | - | -   |
| 2006 | Germania                 | Non qualificata  | - | - | - | -   |
| 2010 | Sudafrica                | Non qualificata  | - | - | - | -   |

### Campionato CONCACAF/Gold Cup
| Anno | Luogo                 | Piazzamento                         | V | N | P | Gol  |
| ---- | --------------------- | ----------------------------------- | - | - | - | ---- |
| 1963 | El Salvador           | Terzo posto                         | 3 | 0 | 3 | 10:8 |
| 1965 | Guatemala             | Quinto posto                        | 0 | 2 | 3 | 4:16 |
| 1967 | Honduras              | Non qualificata                     | - | - | - | -    |
| 1969 | Costa Rica            | Terzo posto                         | 3 | 1 | 2 | 9:12 |
| 1971 | Trinidad e Tobago     | Ritirata prima delle qualificazioni | - | - | - | -    |
| 1973 | Haiti                 | Sesto posto                         | 0 | 2 | 3 | 4:19 |
| 1977 | Messico               | Non qualificata                     | - | - | - | -    |
| 1981 | Honduras              | Non qualificata                     | - | - | - | -    |
| 1985 | Itinerante            | Non qualificata                     | - | - | - | -    |
| 1989 | Itinerante            | Non qualificata                     | - | - | - | -    |
| 1991 | Stati Uniti           | Non partecipante                    | - | - | - | -    |
| 1993 | Stati Uniti / Messico | Ritirata prima delle qualificazioni | - | - | - | -    |
| 1996 | Stati Uniti           | Non qualificata                     | - | - | - | -    |
| 1998 | Stati Uniti           | Non qualificata                     | - | - | - | -    |
| 2000 | Stati Uniti           | Non qualificata                     | - | - | - | -    |
| 2002 | Stati Uniti           | Non partecipante                    | - | - | - | -    |
| 2003 | Stati Uniti / Messico | Non qualificata                     | - | - | - | -    |
| 2005 | Stati Uniti           | Ritirata prima delle qualificazioni | - | - | - | -    |
| 2007 | Stati Uniti           | Non qualificata                     | - | - | - | -    |
| 2009 | Stati Uniti           | Non qualificata                     | - | - | - | -    |

### Olimpiadi
| Anno | Luogo  | Piazzamento      | V | N | P | Gol |
| ---- | ------ | ---------------- | - | - | - | --- |
| 1948 | Londra | Non partecipante | - | - | - | -   |

- Nota bene: per le informazioni sui risultati ai Giochi olimpici nelle edizioni successive al 1948 visionare la pagina della nazionale olimpica.

### Confederations Cup
| Anno | Luogo                    | Piazzamento     | V | N | P | Gol |
| ---- | ------------------------ | --------------- | - | - | - | --- |
| 1992 | Arabia Saudita           | Non invitata    | - | - | - | -   |
| 1995 | Arabia Saudita           | Non invitata    | - | - | - | -   |
| 1997 | Arabia Saudita           | Non qualificata | - | - | - | -   |
| 1999 | Messico                  | Non qualificata | - | - | - | -   |
| 2001 | Corea del Sud / Giappone | Non qualificata | - | - | - | -   |
| 2003 | Francia                  | Non qualificata | - | - | - | -   |
| 2005 | Germania                 | Non qualificata | - | - | - | -   |
| 2009 | Sudafrica                | Non qualificata | - | - | - | -   |

### Coppa dei Caraibi
Riferimenti Coppa dei Caraibi
| Anno | Luogo                                   | Piazzamento                         | V | N | P | Gol |
| ---- | --------------------------------------- | ----------------------------------- | - | - | - | --- |
| 1978 | Trinidad e Tobago                       | Non qualificata                     | - | - | - | -   |
| 1979 | Suriname                                | Ritirata prima delle qualificazioni | - | - | - | -   |
| 1981 | Porto Rico                              | Non partecipante                    | - | - | - | -   |
| 1983 | Guyana francese                         | Non qualificata                     | - | - | - | -   |
| 1985 | Barbados                                | Non partecipante                    | - | - | - | -   |
| 1988 | Martinica                               | Non partecipante                    | - | - | - | -   |
| 1989 | Barbados                                | Primo turno                         | 0 | 2 | 0 | 2:2 |
| 1990 | Trinidad e Tobago                       | Non qualificata                     | - | - | - | -   |
| 1991 | Giamaica                                | Non partecipante                    | - | - | - | -   |
| 1992 | Trinidad e Tobago                       | Non qualificata                     | - | - | - | -   |
| 1993 | Giamaica                                | Ritirata prima delle qualificazioni | - | - | - | -   |
| 1994 | Trinidad e Tobago                       | Non partecipante                    | - | - | - | -   |
| 1995 | Isole Cayman / Giamaica                 | Non qualificata                     | - | - | - | -   |
| 1996 | Trinidad e Tobago                       | Ritirata durante le qualificazioni  | - | - | - | -   |
| 1997 | Antigua e Barbuda / Saint Kitts e Nevis | Ritirata durante le qualificazioni  | - | - | - | -   |
| 1998 | Giamaica / Trinidad e Tobago            | Primo turno                         | 0 | 0 | 3 | 2:9 |
| 1999 | Trinidad e Tobago                       | Non qualificata                     | - | - | - | -   |
| 2001 | Trinidad e Tobago                       | Non partecipante                    | - | - | - | -   |
| 2005 | Barbados                                | Ritirata prima delle qualificazioni | - | - | - | -   |
| 2007 | Trinidad e Tobago                       | Non qualificata                     | - | - | - | -   |
| 2008 | Giamaica                                | Non qualificata                     | - | - | - | -   |
| 2010 | Martinica                               | Non qualificata                     | - | - | - | -   |

### Campionato CCCF
| Anno | Luogo               | Piazzamento   | V | N | P | Gol   |
| ---- | ------------------- | ------------- | - | - | - | ----- |
| 1948 | Città del Guatemala | Quarto posto  | 2 | 2 | 4 | 14:16 |
| 1953 | San José            | Quarto posto  | 2 | 2 | 2 | 17:9  |
| 1960 | L'Avana             | Secondo posto | 2 | 2 | 1 | 10:11 |
| 1961 | San José            | Primo turno   | 1 | 1 | 1 | 4:5   |

### Giochi panamericani
| Anno | Luogo             | Piazzamento | V | N | P | Gol   |
| ---- | ----------------- | ----------- | - | - | - | ----- |
| 1955 | Città del Messico | Terzo posto | 2 | 0 | 4 | 11:13 |